# Ulica Pawła Pośpiecha w Katowicach
Ulica Pawła Pośpiecha w Katowicach – ulica w Katowicach, położona we wschodniej części dzielnicy Załęże, łącząca ulicę Gliwicką na północnym wschodzie z ulicą F. Bocheńskiego na zachodzie.  
Ciąg wzdłuż obecnej ulicy istniał już przed XIX wiekiem, a obecną nazwę ulica otrzymała w latach międzywojennych. Mieszczą się przy niej budynki mieszkalne, zabudowa przemysłowo-usługowa, cmentarz oraz ogródki działkowe. Długość ulicy wynosi 1 353 m, a jej patronem jest ks. Paweł Pośpiech. 

## Przebieg

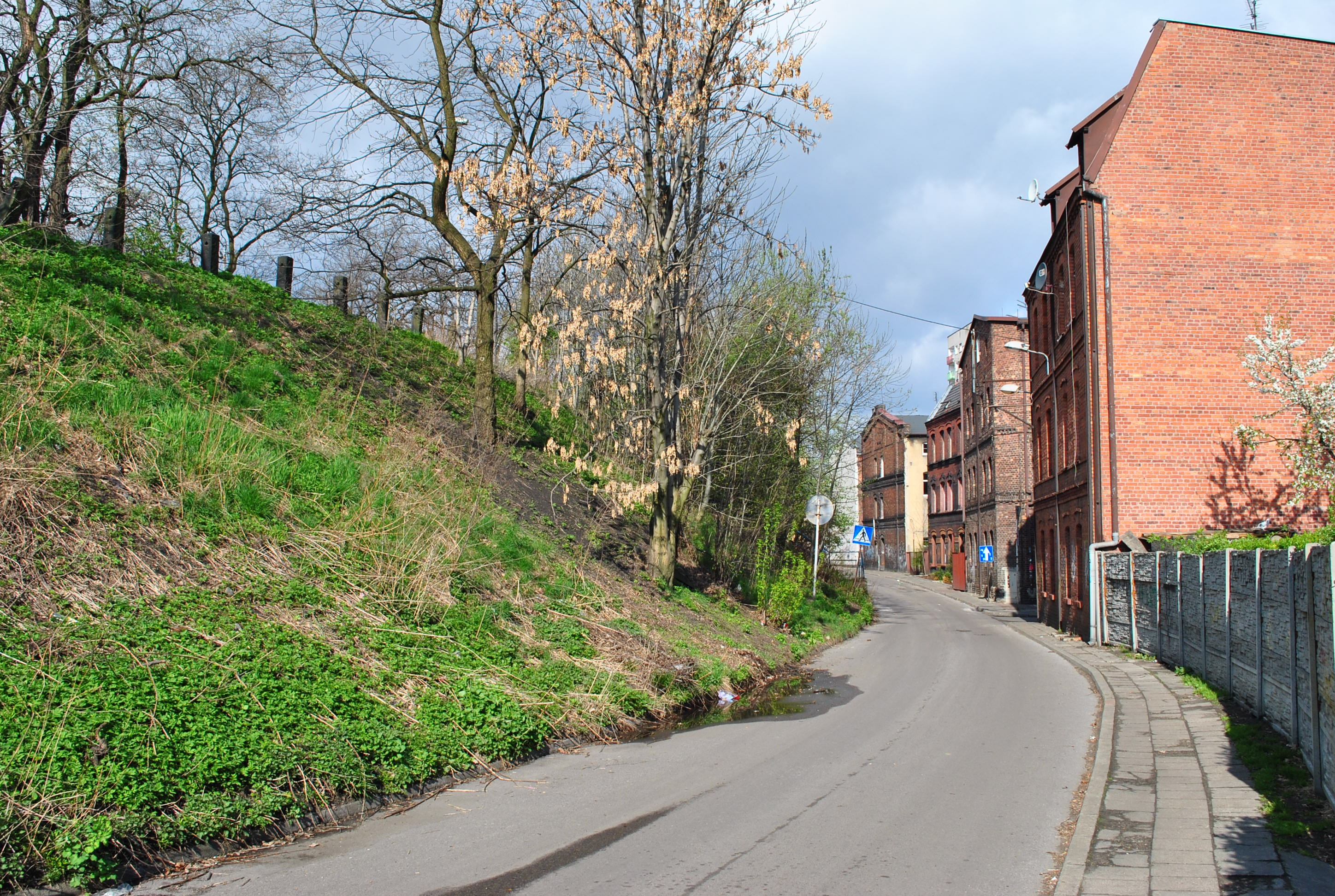
Ul. P. Pośpiecha na wysokości ul. J. Zarębskiego (2014)

Ulica P. Pośpiecha swój początek bierze przy skrzyżowaniu z ulicą Gliwicką (z lewej i prawej strony) i Żelazną (na wprost). Znajduje się tu jedyne na ulicy skrzyżowanie z kierowaniem ruchu za pomocą sygnalizacji świetlnej zainstalowanej w 2003 roku. Numeracja budynków rośnie w kierunku południowo-zachodnim. 
Ulica ta do torów kolejowych linii kolejowej nr 137 krzyżuje się kolejno z: ulicą G. Narutowicza, ulicą M. Ledóchowskiego, skwerem J. Kukuczki i ulicą Macieja. Przed torami kolejowymi ulica rozwidla się na dwie osobne jezdnie po jednym pasie ruchu w obu kierunkach (jeden z nich biegnie po nasypie) i zmienia swój kierunek na północno-zachodni. Pas północny ulicy mija cmentarz rzymskokatolicki parafii św. Józefa oraz krzyżuje się z ulicami J. Zarębskiego i W. Janasa. Na wysokości osiedla Janasa-Ondraszka ulica P. Pośpiecha ponownie jest złączona. Dalej kieruje się za północny zachód, mijając na południu stację Katowice Towarowa oraz kolejowy przystanek osobowy Katowice Załęże, a na północy krzyżuje się z ulicami: Ondraszka i J. Wolnego. Ulica kończy bieg przy skrzyżowaniu z ulicą F. Bocheńskiego.

## Opis i dane techniczne

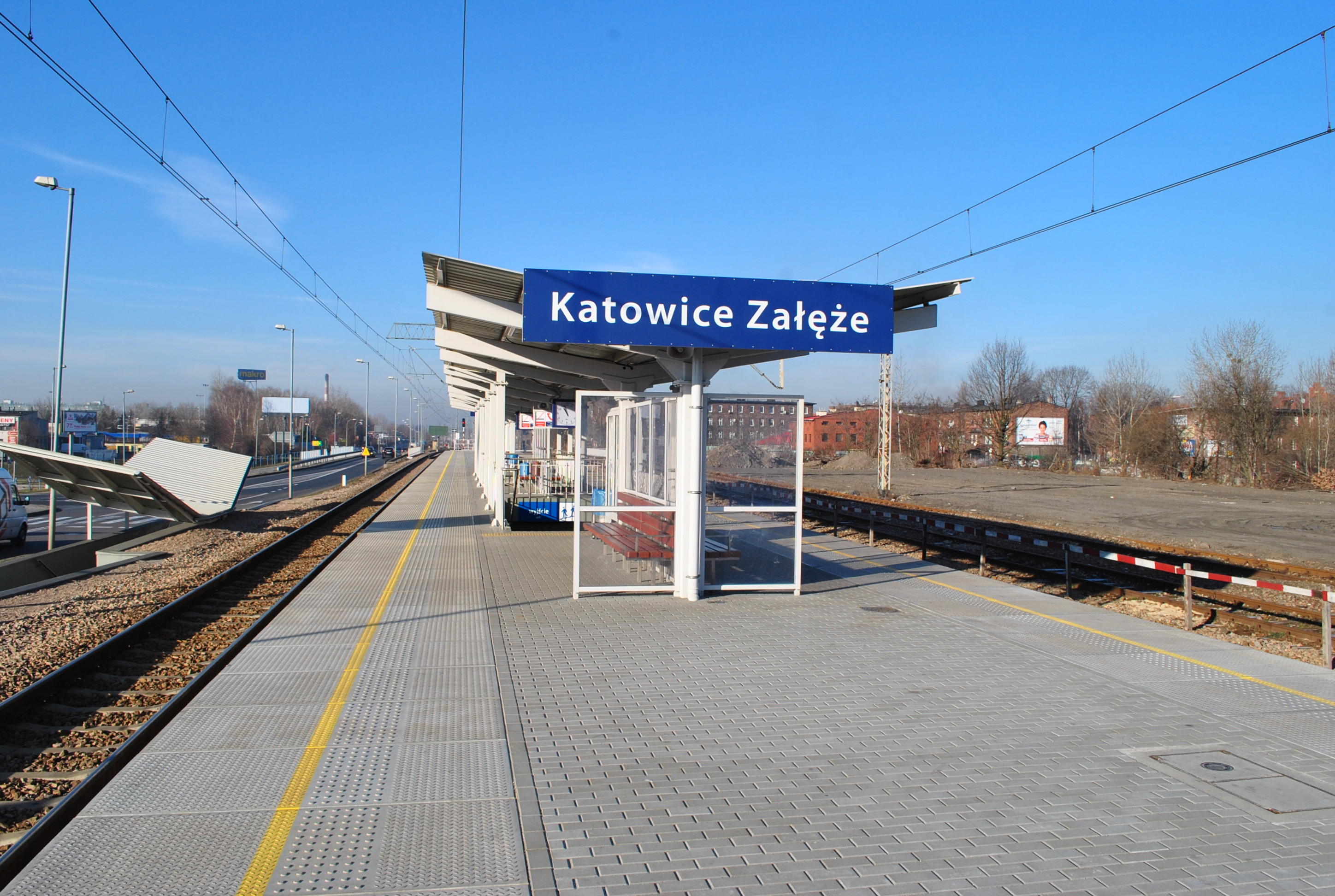
Przystanek osobowy Katowice Załęże, znajdujący się pomiędzy ulicami P. Pośpiecha a J. Pukowca

Ulica P. Pośpiecha przebiega przez teren katowickiej dzielnicy Załęże na całej swojej długości. Jest to droga gminna o klasie drogi lokalnej. Długość ulicy P. Pośpiecha wynosi 1 353,0 m, a jej powierzchnia 13 352,0 m². Jest ona w administracji Miejskiego Zarządu Ulic i Mostów w Katowicach. Fragment tej ulicy na wysokości cmentarza należy do Polskich Kolei Państwowych. W systemie TERYT ulica widnieje pod numerem 17255 jako ulica Pawła Pośpiecha. Kod pocztowy dla adresów wzdłuż ulicy to 40-852. 
Fragment odcinka ulicy P. Pośpiecha od skrzyżowania z ul. F. Bocheńskiego jest wykonany z mieszanki mineralno-asfaltowej, a także posiada przyległy chodnik. Dalej droga ta na długości około 400 metrów jest wykonana z kostki rzędowej, a chodnik jest wydeptany w zieleńcu. Miejsca po wyrwach lub obniżeniach są zabezpieczane łatami asfaltowymi. 
Ulicą nie kursują pojazdy miejskiego transportu zbiorowego Zarządu Transportu Metropolitalnego – najbliższy przystanek autobusowo-tramwajowy znajduje się na ulicy Gliwickiej (Załęże Pośpiecha). Według stanu z grudnia 2020 roku z przystanku kursowała jedna linia autobusowa i trzy tramwajowe. Autobusy zapewniają połączenia bezpośrednie pomiędzy Osiedlem Witosa i Załężm do Szopienic-Burowca przez Koszutkę, Bogucice i Zawodzie, natomiast tramwaje łączą tę część Załęża z sąsiednimi miastami: Chorzowem, Bytomiem i Świętochłowicami, a także z dzielnicami Katowic, w tym: Koszutką, Śródmieściem, Szopienicami-Burowcem i Zawodziem. W sąsiedztwie ulicy znajduje się również kolejowy przystanek osobowy Katowice Załęże, na którym zatrzymują się pociągi Kolei Śląskich kursujące w kierunku Częstochowy, Gliwic, Lublińca, Kluczborka i Oświęcimia.

## Historia

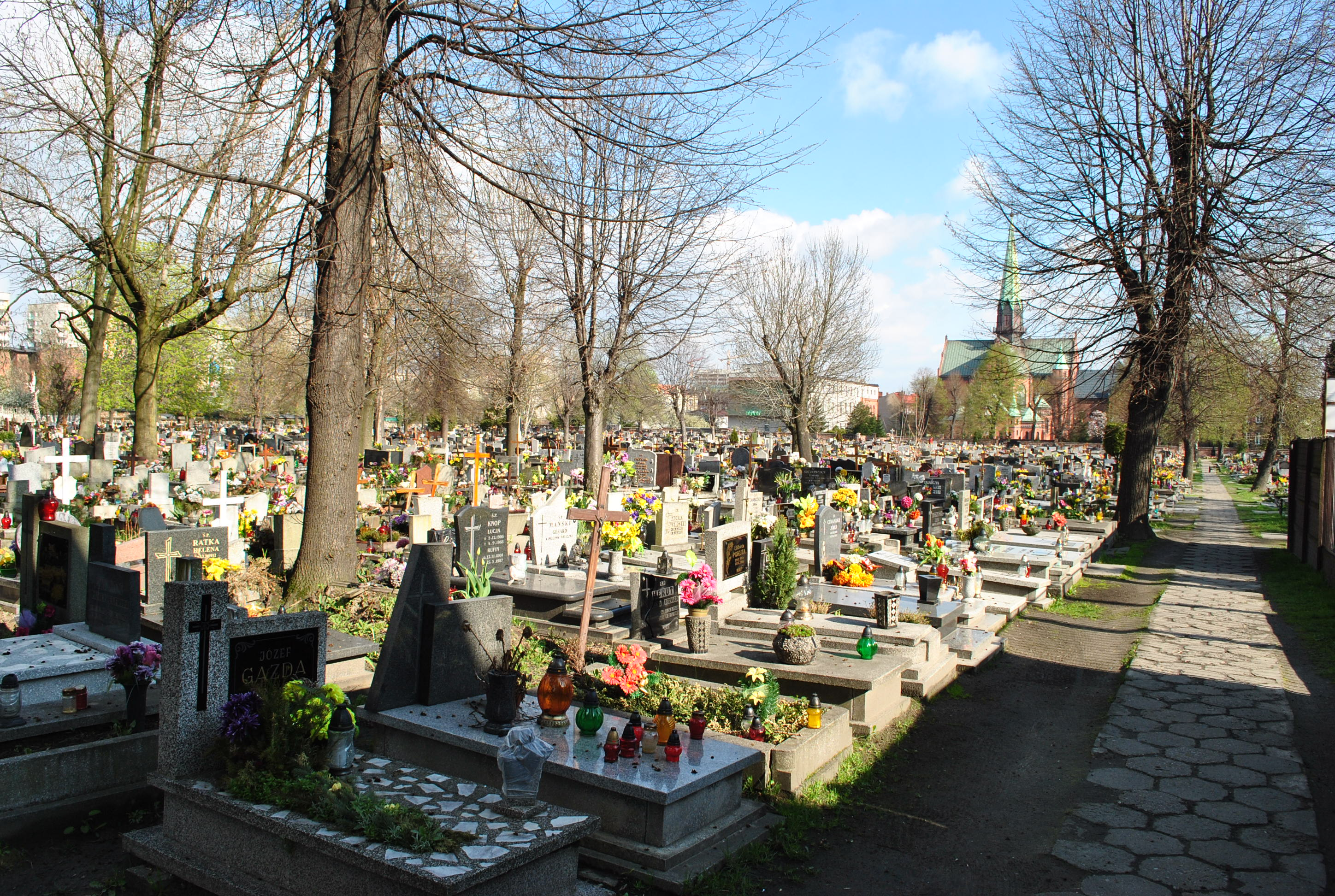
Cmentarz przy ulicy P. Pośpiecha

Szlak w przebiegu dzisiejszej ulicy P. Pośpiecha na odcinku do torów kolejowych znajdował się już na mapie z 1812 roku. Droga to biegła wówczas dalej w kierunku Załęskiej Hałdy. Według Ludwika Musioła był to fragment drogi biegnący do Mikołowa i dalej do Pszczyny, którą w 1360 roku wzmiankowano pod nazwą via magna (łac. wielka droga). Droga ta w kierunku północnym biegła obok Dębu i Bytkowa do Bańgowa, gdzie łączyła się ze szlakiem handlowym łączącym Bytom z Czeladzią i dalej z Krakowem (późniejsza droga krajowa nr 94).
W latach 1844–1846 powstała przecinająca późniejszą ulicę P. Pośpiecha linia kolejowa wybudowana przez Towarzystwo Kolei Górnośląskiej. Linię Wrocław – Mysłowice oddawano etapami, z czego odcinek Świętochłowice – Katowice – Mysłowice 3 października 1846 roku. W 1859 roku na wysokości obecnego przystanku Katowice Załęże wybudowano stację towarową.

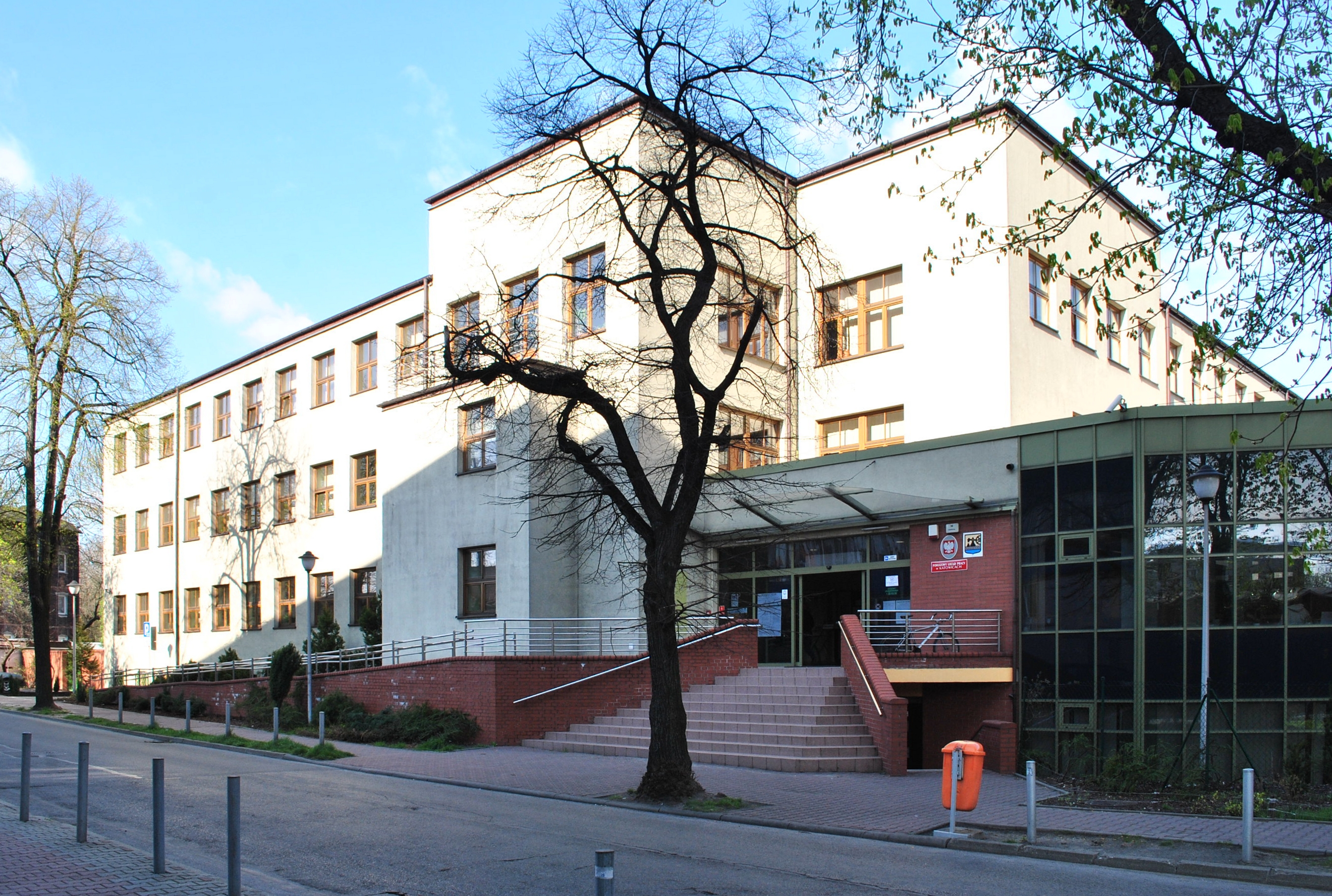
Siedziba Powiatowego Urzędu Pracy w Katowicach; budynek powstał w 1928 roku jako Azyl Miejski

Około 1883 roku przy obecnej ulicy P. Pośpiecha powstała pierwsza zabudowa. Najstarszy, istniejący do dziś budynek pod numerem 10 pochodzi z 1895 roku. Do wybuchu I wojny światowej powstały też budynki pod numerami: 11 (1910 rok), 13 (1909 rok), 15 (1909 rok), 16 (1903 rok) i 20 (1910 rok). Około 1898 roku przy ulicy powstał cmentarz rzymskokatolicki parafii św. Józefa.
W latach 1900–1922 ulica nosiła nazwę Nicolaistrasse (pol. tłum. ulica Mikołowska). Nazwa ta nawiązywała do dawnej funkcji tej drogi jako trakt handlowy biegnąca do Piotrowic i dalej do Mikołowa. W 1922 roku drogę tę przemianowano na ulicę Mikołowską. W 1924 roku Załęże włączono do Katowic. Od tego czasu jako część Katowic ulica ta nosi obecną nazwę – ulica Pawła Pośpiecha.  
W 1922 roku w zachodniej części ulicy oddany do użytku został szpital dla dzieci mieszczący się w dwóch budynkach o łącznej liczbie 105 łóżek. Powstała tu również kaplica Matki Bożej Piekarskiej oraz modernistyczny budynek dawnego azylu dla bezdomnych, pochodzący z 1928 roku, stanowiący obecnie obiekt historyczny. W latach 1922–1925 Adolf Czwiklitzer przeniósł produkcję mydła i wód kolońskich do nowo wybudowanych hal przy późniejszej ulicy P. Pośpiecha 7. Zakład ten ze zmianami od 1981 roku działał pod nazwą Katowickie Zakłady Chemii Gospodarczej „Pollena-Savona”. W tamtym czasie działał też zakład kołodziejski Paweł Pissek, restauracja Bugla, sklep towarów spożywczych oraz siedziba Polskiego Związku Atletycznego. 
W czasie niemieckiej okupacji Polski w latach 1939–1945 ulicę przemianowano na Wassermanweg. Po II wojnie światowej powrócono do przedwojennej nazwy. W tym okresie położoną na roku ulic P. Pośpiecha i Gliwickiej restaurację Grünfelda zamieniono na Dom Kultury huty „Baildon”. W ramach budżetu obywatelskiego na 2015 rok, na placu położonym na rogu ulic: P. Pośpiecha oraz M. Ledóchowskiego, w miejscu starego placu zabaw powstał nowy, wyposażony dodatkowo w siłownię zewnętrzną. Rada Miasta Katowice w uchwale z 30 marca 2017 roku nadała temu placowi nazwę skwer Jerzego Kukuczki. W październiku 2018 roku w ramach akcji Plac na Glanc organizowanego przez miasto Katowice zrewitalizowano podwórko przy ulicy P. Pośpiecha 13.  
W 2019 roku w ramach akcji „Dzielnicowa Galeria Niepodległości” na ścianie budynku na rogu ulic G. Narutowicza i P. Pośpiecha został powieszony baner ze zdjęciem Wiktora Baranka. Miasto Katowice w 2020 roku zaplanowało wycinkę 18 topoli, które wycięto do końca roku. Wycinka drzew uzasadniona jest złym stanem fitosanitarnym roślin, a także tym, że część jest obumarła, przez co zagraża ludziom i mieniu. W ramach prac dokonano nasadzeń zastępczych. 

## Gospodarka i instytucje
Według stanu z grudnia 2020 roku, przy ulicy P. Pośpiecha zlokalizowane są następujące przedsiębiorstwa i instytucje: sala zabaw, sklep ze skuterami, sklep spożywczy, Powiatowy Urząd Pracy w Katowicach (ul. P. Pośpiecha 14), Katowickie Zakłady Chemii Gospodarczej „Pollena-Savona” (ul. P. Pośpiecha 7), kancelaria adwokacka i cmentarz parafialny parafii św. Józefa. W pobliżu skrzyżowania ulicy Gliwickiej i P. Pośpiecha znajduje się centrum rozrywki Punkt 44. Przy ulicy znajdują się też dwa kompleksy rodzinnych ogródków działkowych: Baildon o powierzchni 2,68 ha i Chryzantema i powierzchni 0,68 ha.
Wierni rzymskokatoliccy mieszkający przy ulicy P. Pośpiecha przynależą do parafii św. Józefa. Na rogu ulicy Gliwickiej i P. Pośpiecha znajduje się krzyż przydrożny. Obecna figura Najświętszej Maryi Panny pojawiła się w 2012 roku. Krzyż ten jest otoczony zieleńcem.